# Безредици в Албания (1997)
Безредиците или размириците в Албания избухват през януари и продължават до март 1997 г. Те съвпадат във времето с политическа криза в България (1996 – 1997) и остават почти без отзвук в България.
По време на тези събития е разграбено оръжие от военни складове в южна Албания, което според някои трактовки попада в ръцете на албанските сепаратисти в Косово. В този смисъл, тези събития предшестват в причинно-следствена връзка косовската война.
Като първопричина за избухването на размириците се сочи сгромолясването на финансовите пирамиди в Албания по това време, вкл. банки. Пряко засегнати от това са повече от 300 хиляди души. Населението губи между 1.5 и 2 милиарда $. Вълненията обхващат Тирана, Люшня и Вльора, с искания правителството на Сали Бериша да компенсира загубата на средства от вложителите, както и да ограничи и забрани дейността на тези пирамидални финансови структури. 
Бунтовниците поемат контрола над Берат, вкл. военния му гарнизон. Част от редовната армия не само че не се съпротивлява, но се и присъединява към бунтовниците, които са бивши албански професионални военни. По време на безредиците петима души са убити и повече от десет ранени. В края на февруари, започва организиран метеж в южната част на страната, в градовете Вльора и Саранда, където населението разграбва военните складове. Това принуждава правителството на Сали Бериша да подаде оставка на 1 март и да въведе извънредно положение в страната, което обаче не спира метежа, който достига до покрайнините на Тирана.  Събитията налагат евакуация на дипломатическите мисии в Албания. От друга страна, вълна от презморски албански бежанци залива Апулия и Северна Гърция. По-нататъшното разрастване на метежа е спряно от организираните правителствени въоръжени части в Тирана, Драч и Кавая, които от своя страна раздават оръжие на своите поддръжници в централната и северната част на страната.
В края на март правителството на Албания призова международната общност да се намеси военно, за да се предотврати гражданската война в страната. На 28 март 1997 г. Съветът за сигурност на ООН решава да изпрати на Албания контингент от 7000 миротворци от многонационалните сили на ООН, под ръководството на Италия, който да гарантира защитата на хуманитарни операции в Албания и снабдяването на населението с продукти от първа необходимост. Многонационални сили са разположени във всички големи пристанищни градове /Драч и Вльора/, както и на международното летище в близост до Тирана. Многонационалните сили остават в Албания до 14 август 1997 г. По време на тримесечния конфликт в страната загиват близо 1500 души, а 3500 са ранени.
След омиротворяването на Албания през лятото на 1997 г., започват анализи за случилото се. Италианската информационна агенция АПСА отбелязва, че това очевидно не е стихиен бунт, а действия по предварително подготвен сценарий за дестабилизация. Предходно, на 23 март 1997 г., Сали Бериша коментира пред вестник La Repubblica, че в събитията в Албания и срещу неговото правителство са въвлечени в чужди разузнавателни служби. Това потвърждава в прав текст по-късно вече бившия шеф на албанската тайна полиция Башким Газидеде, който заявява пред италиански СМО, че в организацията на бунтовниците в южната част на Албания участва Джордж Тенет, директор на ЦРУ, чийто баща е потомък на гръцки бежанци от Химара. Според Газидеде преди събитията, Тенет най-малко четири пъти посещава Албания, както и че, албанските служби за сигурност разполагат с документи в доказателство на всичките му думи. 
В България албанските събития от началото на 1997 г. остават почти без отзвук и анализ, заради катапултирането във властта на ОДС.